# Championnats du monde féminins de dual slalom

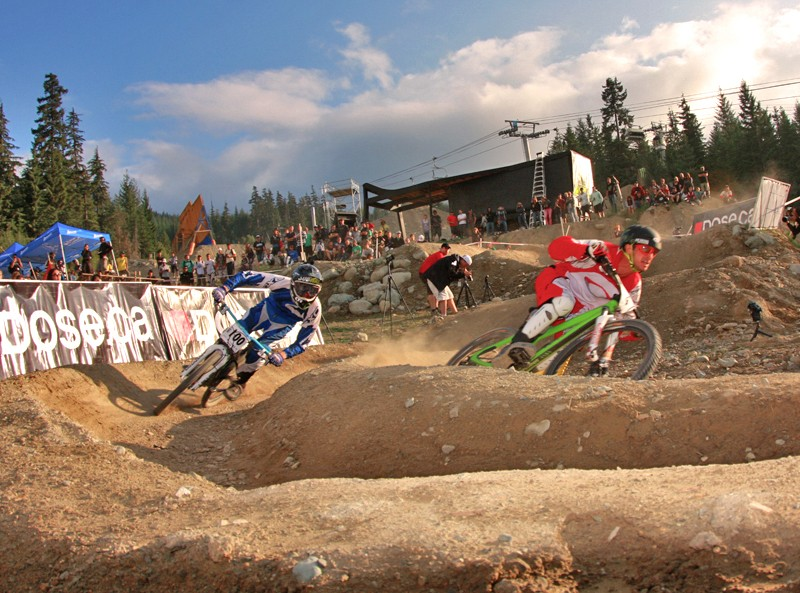
Course de dual-slalom

Le dual-slalom féminin est une des épreuves au programme des Championnats du monde de VTT en 2000 et 2001. Elle est remplacée par le championnat du monde de four-cross.

## Palmarès
| Année              | Or                            | Argent                   | Bronze                 |
| ------------------ | ----------------------------- | ------------------------ | ---------------------- |
| 2000 Sierra Nevada | Anne-Caroline Chausson France | Tara Llanes États-Unis   | Sabrina Jonnier France |
| 2001 Vail          | Anne-Caroline Chausson France | Katrina Miller Australie | Tara Llanes États-Unis |